# Het zingen van de tijd
Het zingen van de tijd is een roman van de Amerikaanse schrijver Richard Powers. Zowel de oorspronkelijke Engelse titel: The Time of Our Singing als de Nederlandse vertaling van Mieke Lindenburg zijn van 2003. Powers wordt gerekend tot de wetenschappelijk georiënteerde romanschrijvers. 
Het boek is het verhaal van Jonah en Josef Strom, twee broers, die hun leven wijden aan zang en muziek, respectievelijk als zanger en als pianist. 
Hun ouders hebben een sterke muzikale achtergrond; Delia Daley, hun moeder, is een zwarte vrouw uit Philadelphia; vader David Strom is een natuurkundige van Duits-joodse afkomst, die in de Holocaust heel zijn familie verloor. Zij willen hun kinderen opvoeden voor een wereld zonder vooroordelen, maar in het Amerika van het derde kwart van de 20e eeuw is dat niet vanzelfsprekend, zo niet onmogelijk. De historische kwestie van de rassensegregatie in Amerika is een steeds weerkerend thema, dat onvermijdelijk leidt tot breuklijnen binnen deze familie, onder andere met de grootouders langs moeders kant, en met hun jongere zusje Ruth.  Vader Strom doet onderzoek rond de algemene relativiteitstheorie; het denken over de aard en de zin van de tijd speelt in het boek een niet onbelangrijke rol, zoals nog het best door de Nederlandse titel wordt weergegeven.